# Antichloris butleri
Antichloris butleri är en fjärilsart som beskrevs av Heinrich Benno Möschler 1877. Antichloris butleri ingår i släktet Antichloris och familjen björnspinnare. Inga underarter finns listade i Catalogue of Life.